# Chaetotheca fragilis
Chaetotheca fragilis är en svampart som beskrevs av Zukal 1890. Chaetotheca fragilis ingår i släktet Chaetotheca och familjen Trichocomaceae.   Inga underarter finns listade i Catalogue of Life.